# Santa Bárbara (Costa Rica)
Santa Bárbara es el distrito primero del cantón de Santa Bárbara, en la provincia de Heredia, de Costa Rica.
El distrito incluye básicamente el cuadrante urbano de la ciudad de Santa Bárbara.

## Toponimia
El origen del nombre del distrito y posteriormente del cantón se remonta al paraje primitivo, que según una versión popular, una vecina llamada Bárbara, habiendo obtenido de un franciscano una pequeña imagen de esa Santa, le hizo un altar en su casa, y a ella acudía cuando se producían las tormentas, que eran muy frecuentes y fuertes en el sitio; la Santa oía los ruegos de su devota, por lo que los vecinos poco a poco se fueron enterando y comprobando sus bondades hasta que definitivamente se impuso unánimemente su devoción. Al erigirse la ermita se le dio el nombre de Santa Bárbara, que luego se otorgó al distrito cuando se estableció y por consiguiente se conservó al crearse el cantón. [cita requerida]

## Ubicación
La cabecera es la homónima ciudad de Santa Bárbara, ubicada a 8 km al oeste de la ciudad de Heredia. En sus inmediaciones se encuentra la Cordillera Volcánica Central.

## Geografía
Santa Bárbara cuenta con un área de 1,28 km² y una altitud media de 1140 m s. n. m.

## Demografía
Para el año 2022, Santa Bárbara cuenta con una población estimada de 5130 habitantes, y para el último censo efectuado, en 2011, Santa Bárbara contaba con una población de 5944 habitantes.

## Localidades
- Barrios: Trompezón.

## Transporte

### Carreteras
Al distrito lo atraviesan las siguientes rutas nacionales de carretera:
- Ruta nacional 123
- Ruta nacional 127
- Ruta nacional 128